# Armée noire de Hongrie

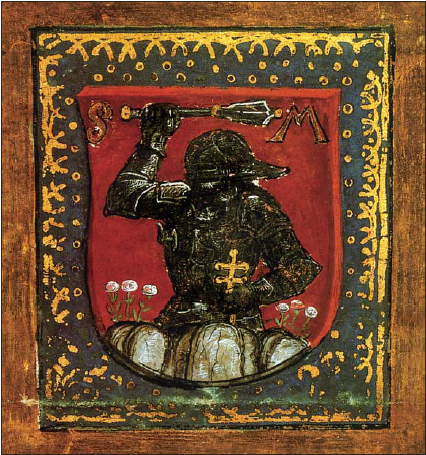
Armoiries de la famille Máriássy (d'après une chronique du XVe siècle) représentant un soldat de l'Armée noire, en armure complète avec une masse d'armes.

Ne doit pas être confondu avec hussard noir.
L'Armée noire (en hongrois : Fekete sereg) est le nom donné aux diverses forces militaires polyglottes servant sous le roi Matthias Ier de Hongrie. L'ancêtre et le noyau de cette armée de mercenaires apparaît avec son père, le régent Jean Hunyadi, au début des années 1440. L'idée d'entretenir une armée permanente de mercenaires serait venue au prince Matthias en lisant la vie de Jules César.
L'Armée noire a joué un rôle décisif dans de nombreuses batailles et a permis, notamment, d'infliger de lourdes défaites à l'armée ottomane en 1463 et 1476. Elle est officiellement dissoute en 1514 par le roi Ladislas Jagellon II.

## Une armée permanente
Les historiens hongrois limitent traditionnellement l'action de l'Armée noire de Hongrie aux années 1458 à 1494. À l'époque, les mercenaires des autres pays étaient recrutés parmi la population en temps de guerre : ils travaillaient le reste de l'année comme boulangers, fermiers, briquetiers, etc. Au contraire, les soldats de l'Armée noire étaient des hommes de guerre professionnels, employés à plein temps et rondement payés. C'est cette armée professionnelle qui parvint à conquérir une grande partie de l'Autriche (y compris sa capitale, Vienne, en 1485) et plus de la moitié du Royaume de Bohême (Moravie, Silésie et les deux Lusace), avant de remporter sa victoire la plus éclatante contre les Ottomans à la bataille de Champ de Pain en 1479.
Matthias avait compris l'importance et même le rôle-clef que pouvaient jouer les armes à feu dans l'infanterie, et cette idée contribua grandement à ses victoires. Un fantassin sur quatre était armé d'une arquebuse, ce qui représente une proportion anormalement élevée pour l'époque, étant donné le prix de la poudre noire : même une décennie après la dissolution de l'Armée noire, au tournant du XVIe siècle, environ 10% des soldats d'Europe occidentale se servaient d'armes à feu,. L'armée de Hongrie se déclinait en trois armes : l'infanterie, l'artillerie et la cavalerie, elle-même divisée en cavalerie légère (estradiots ou « croates »), et cavalerie lourde. La cavalerie légère était chargée d'attaques surprises et d'assauts sporadiques, opportunistes, tandis que la cavalerie lourde, moins mobile, était commise à la couverture de l'infanterie et de l'artillerie.
Si, à ses débuts, le noyau de cette armée ne comprenait encore que 6 000 à 8 000 mercenaires,, il variait entre 15 000 et 20 000 hommes dans les années 1480, et même la grande parade de victoire de 1485 à travers Vienne fit défiler 28 000 hommes (dont 20 000 cavaliers et 8 000 fantassins). Ces mercenaires étaient principalement d'origine tchèque, allemande, croate ou polonaise puis, à partir de 1480, hongroise. Ainsi, l'Armée Noire était beaucoup plus nombreuse que l'armée de Louis XI, alors la seule autre armée permanente d'Europe.
La mort de Matthias Corvin entraîna la dissolution de l'Armée noire : les magnats de la chambre haute votèrent la réduction de l'impôt de 70–80%, mettant le royaume, comme quarante ans plus tôt, à la merci des puissances voisines, et plaçant le roi Ladislas II, nouvellement élu, dans l'obligation de financer de ses deniers son armée. Il dut pour cela vendre des terres, concéder octrois et régales à ses barons. Une fois l'Armée Noire disparue, les magnats hongrois en profitèrent pour démanteler l'administration royale, qui les avait soumis pendant quatre décennies. Les marches du royaume redevinrent perméables aux pillards, les garnisons n'étant plus  payées que de façon sporadique, et les forteresses tombèrent peu à peu en ruine.